# Pellizzano
Pellizzano település Olaszországban, Trento megyében. Lakosainak száma 790 fő (2023. január 1.). Pellizzano Mezzana, Peio, Rabbi, Ossana, Pinzolo és Vermiglio községekkel határos.

## Népesség
A település népessége az elmúlt években az alábbi módon változott:
| Lakosok száma | 788  | 779  | 790  |
|               | 2017 | 2018 | 2023 |